# Cornelius Falconissa
Cornelius Falconissa, auch Cornelius [pastor] t[h]o westrum genannt († 1548 oder 1549 in Westrum), war ein Geistlicher an der Westrumer Kirche und einer der 21 jeverländischen Pastoren, die sich 1548 auf Veranlassung der Landesherrin Fräulein Maria schriftlich zum Augsburger Interim äußerten.
Falconissas Biographie ist nur sehr bruchstückhaft überliefert. Seine in der Bibliothek des jeverschen Gymnasiums verwahrte Bekenntnisschrift De belydynge edder confessionn ist jedoch vollständig erhalten.

## Leben

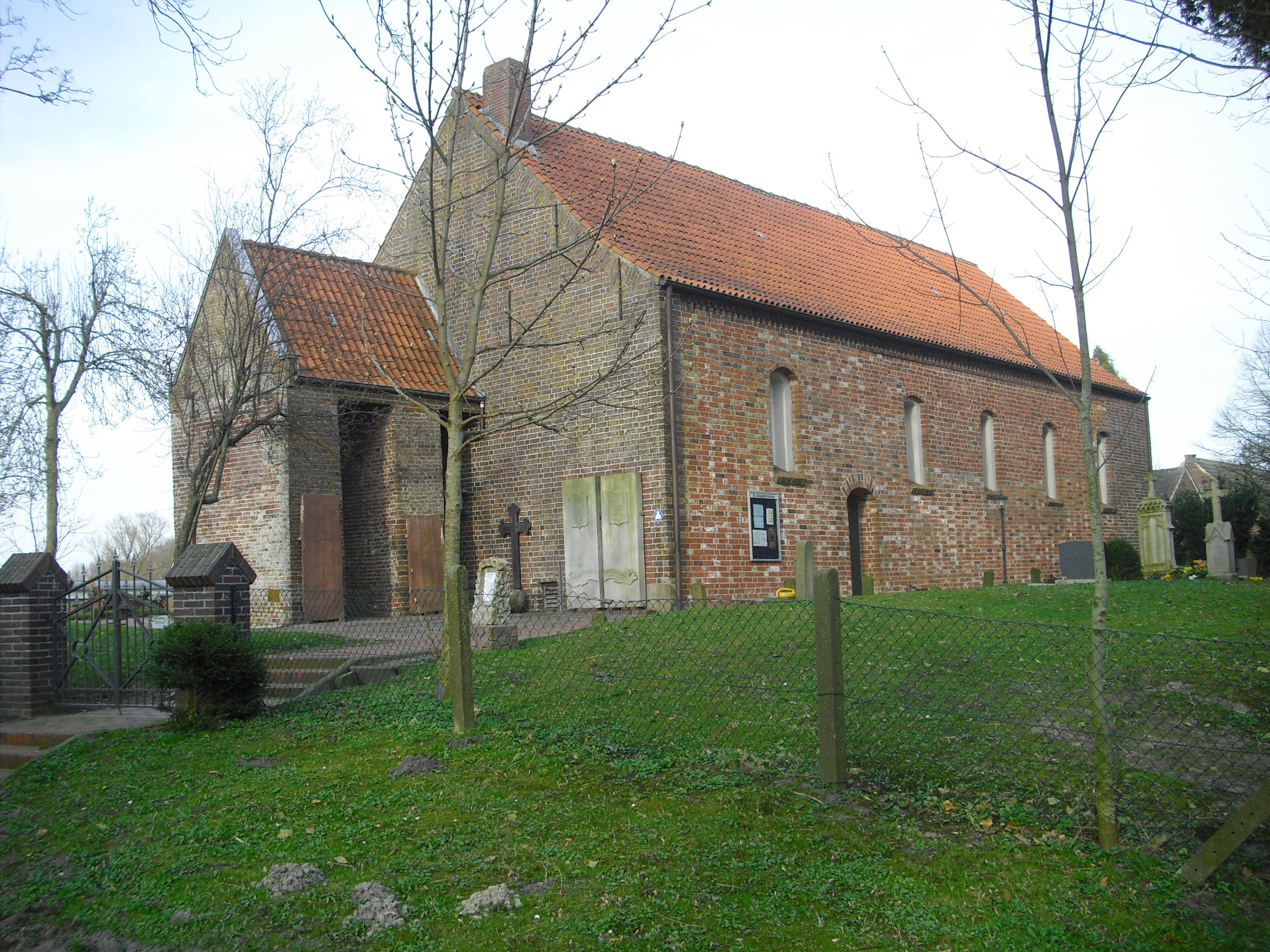
Westrumer Kirche – Wirkungsstätte Falconissas

Über das Geburtsdatum und die Herkunft Cornelius Falconissas schweigen die Quellen. Sein Nachname, den er in zwei an die jeversche Herrschaft gerichtete Schreiben verwendet, lässt vermuten, dass er der Sohn eines sonst unbekannten Falco war. Verstärkt wird diese Annahme dadurch, dass Falconissa in seinem „Bekenntnis“ den niederländischen Täufer Menno (1496–1561), der gewöhnlich als Menno Simons oder (seltener) als Menno Simonszoon (deutsch: Menno Simonssohn) bezeichnet wird, Menno Simonissen nennt.
Weitere Bemerkungen im „Bekenntnis“ deuten nach Rolf Schäfer darauf hin, dass Falconissa vermutlich niederländischer Herkunft war. So verwendet er einige niederländische Vokabeln (zum Beispiel yst für recht; wetholders für Ratsherren) und setzt sich theologisch in der Abendmahlsfrage vor allem mit den Vertretern der melchioritischen Bewegung auseinander, welche – abgesehen von ihrem Begründer Melchior Hofmann – aus den Niederlanden stammten. Ausdrücklich benennt Falconissa in diesem Zusammenhang den schon erwähnten Menno Simons, David Joris, Jan van Leiden und Jan van Batenburg. Andreas Karlstadt sowie Huldreich Zwingli scheint er nicht gekannt zu haben. Auch sein Wissen über Martin Luther ist eher oberflächlicher Natur. Dass Cornelius Falconissa sich in seinem „Bekenntnis“ mit dem Titel Seer (Seher) vorstellt, erinnert auch an Jan van Leiden, den König des Täuferreichs von Münster, der sich diese Amtsbezeichnung ebenfalls zugelegt hatte, aber – so Falconissa – damit wegen seines Waffengebrauchs eine „Gotteslästerung“ begangen habe. „Es stellt sich die Frage,“ – so Rolf Schäfer – „ob er [Falconissa] nicht als Glaubensflüchtling nach seiner Absage an das Papsttum der kaiserlichen Ketzerverfolgung in den Niederlanden ausweichen musste.“
Gewiss ist, dass Falconissa in der ersten Hälfte des 16. Jahrhunderts Pastor in Westrum war. Darüber geben neben den schon erwähnten Briefen die veröffentlichte Liste der Westrumer Pastoren Auskunft. In dieser chronologischen Liste wird er als Cornelius unter der Nummer 2 erwähnt. Sein Vorgänger im Amt ist ein gewisser „Herr Johann“, sein Nachfolger „Hero Ricklefs“. Als Jahreszahl seines Dienstes wird ein in Klammern gesetztes „1548“ angegeben.
Dass Cornelius Falconissa verheiratet war, geht aus der Urkunde 1095 des Urkundenbuches von Jever und Kniphausen hervor. Sie trägt das Datum „1547 Mai 5“ und nimmt Bezug auf eine Anordnung der jeverschen Herrin Fräulein Maria und ihres Kanzlers Remmer von Seediek. Danach soll Falconissa ein baufälliges Haus, das seiner Ehefrau gehörte und „am Westende vom Kirchhof [in Jever]“ zwischen den Häusern „Hans von Ossborch“ und „Pieter Cremer“ gelegen war, neu errichten. Dem Westrumer Pastor fehlten dazu aber die finanziellen Mittel. Er verkaufte deshalb die Ruine an Cremer, den Besitzer des Nachbargrundstückes und damaligen Bürgermeister von Jever.
Wie lange Falconissa als Geistlicher in Westrum gewirkt hat, lässt sich aus seiner Eingabe an die jeversche Herrschaft und aus einer handschriftlichen Bemerkung, die der Hohenkirchener Vikar Hermannus Heronis unter Falconissas „Bekenntnis“ setzte, indirekt folgern. Der Inhalt der Eingabe macht einen Dienstbeginn Falconissas um 1540 wahrscheinlich. Verstorben ist er – so lässt sich aus der erwähnten handschriftlichen Notiz ableiten – im Winter 1548/1549. Die „Seelenzahl“ des Westrumer Kirchspiels lag im 16. Jahrhundert bei nur 88 und damit weit unter dem Durchschnitt der jeverländischen Gemeinden. In seiner auf den 25. Dezember 1540 datierten „Eingabe“ an die jeversche Herrschaft machte Falconissa allerdings nicht die geringe Mitgliederzahl für den beklagenswerten Zustand der Kirchenkasse verantwortlich. Er verwies auf eine Umfrage „bei oldt unde junck“, die er „nu up Winachsdach na dat sermon“ durchgeführt hatte. Danach hätte das kleine Kirchspiel in früheren Zeiten keine Not gelitten. Nachdem aber der „salige juncker Bojen“ einen Teil des gemeindeeigenen Kirchenlandes ohne Wissen und Einwilligung der zuständigen Kirchspielleute versetzt oder veräußert hatte, wäre es zu den gegenwärtigen Unterhaltsproblemen gekommen. Deshalb sollte doch Fräulein Maria sowie ihr Kanzler dafür Sorge tragen, dass die Gemeinde ihre Güter zurückerhält.

## Falconissas Bekenntnis

Anfang des Bekenntnisses

Die Bekenntnisschrift Falconissas trägt den Titel: Jhesus chrystus vnse hope. 1 Thimo 1. De belydynge edder confessionn des Seers dorch gades gnade tho Vestrum. Sie wurde gegen Ende des Jahres 1548 verfasst. Anlass dazu war ein an die jeverländischen Geistlichen ergangener Aufruf der jeverschen Landesherrin Fräulein Maria und ihres Kanzlers Remmer von Seediek.
Falconissas Schrift ist mit den Bekenntnissen 20 weiterer jeverländischer Geistlicher und der Confessio jeverensis zu einem Sammelband kompiliert worden. Er findet sich in der Bibliothek des jeverschen Mariengymnasiums und trägt die Signatur XI C b 1. Weitere Informationen zum Sammelband finden sich bei Rolf Schäfer, der die gesammelten, teils in lateinischer, teils in niederdeutscher Sprache abgefassten Handschriften auch erstmals veröffentlicht und übersetzt hat. Text und Übersetzung finden sich in seinem 2012 erschienenen Buch Die Jeverschen Pastorenbekenntnisse von 1548 anlässlich des Augsburger Interim auf den Seiten 143 bis 582.

### Hintergrund
Um 1526/1527 erreichte die reformatorische Bewegung das Jeverland. Federführend war dabei der jeversche Pfarrherr Heinrich Kremer († 1540), der eigenmächtig die evangelische Predigt einführte, das Abendmahl in beiderlei Gestalt austeilte und sich schließlich verehelichte. 1531/1532 gab die jeversche Herrin – wohl unter dem Einfluss ihres Kanzlers Remmer von Seediek – ihren anfänglichen Widerstand gegen die Reformation auf. Sie erließ 1532 ein Mandat, welches die Durchführung der Reformation in ihrem Herrschaftsbereich befahl. Remmer von Seediek bekam den Auftrag, eine Kirchenordnung für das Jeverland zu verfassen.
1548 erließ Kaiser Karls V. nach seinem Sieg über den Schmalkaldischen Bund das so genannte Augsburger Interim. Mit diesem Reichsgesetz sollten die kirchlichen Verhältnisse vorübergehend geregelt werden. Ins Auge gefasst war ein allgemeines Konzil, das die Lehrdifferenzen zwischen Altgläubigen und Anhängern der Reformationsbewegung beseitigen sowie die Wiedereingliederung der Protestanten in die katholische Kirche vorbereiten sollte.
Das Interim wurde im August 1548 durch einen kaiserlichen Boten nach Jever befördert und von der Landesherrin Maria in Empfang genommen. Am Montag, dem 12. November 1548, versammelte sie die jeverländische Geistlichkeit im Schloss und legte ihr das Interim zur Annahme vor. Da die Versammelten sich zu keinem eindeutigen Votum entschließen konnten, wurde ihnen eine dreiwöchige Bedenkfrist eingeräumt und gleichzeitig der Auftrag erteilt, eine persönliche Stellungnahme abzufassen. Dabei sollten vor allem vier Punkte behandelt werden: das Interim selbst, die Glaubensartikel des Apostolikums, die Sakramente sowie die herkömmlichen religiösen Zeremonien.

### Form und Aufbau
Falconissas „Bekenntnis“ erinnert im Stil „an eine leidenschaftlich vorgetragene Predigt“ (Rolf Schäfer). Es enthält eindringliche Appelle und eingestreute Gebete. Fiktive Gespräche mit Rede und Gegenrede wechseln sich mit stark akzentuierten Ermahnungen ab. Die häufige Verwendung von Bibelzitaten verrät ein „fleißiges und langjähriges Bibelstudium“ des Autors. Ein Akrostichon zum Begriff INTERJM sowie eine allegorische Auslegung der apokryphen Susanna-Schrift fallen bei Falconissa besonders auf. Sie finden in den anderen jeverländischen Bekenntnisschriften keine Verwendung.
Falconissa hat seiner wohl in sehr kurzer Zeit angefertigten Schrift keine Kapitelüberschriften beigegeben. Nach Rolf Schäfer können aber neben einer „vorangeschickten Bescheidenheitsformel“, einer ausführlichen Widmung, die Fräulein Maria und ihrem Hofstaat gilt, sowie einem Nachwort an die jeverländischen Beamten vier Hauptpunkte ausgemacht werden. Dazu gehören (1) Falconissas Ausführungen zum rechten Gottesdienst, (2) das bereits erwähnte Akrostichon, (3) ein relativ kurzes Statement zur Kindertaufe und (4) eine breit angelegte Ausführung zum Herrenmahl.

### Inhalt

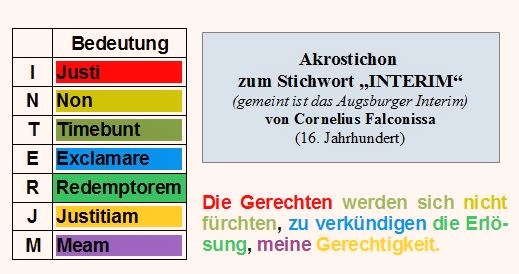
Falconissas Akrostichon

Beim „Bekenntnis“ des Westrumer Predigers handelt es sich inhaltlich weniger um eine präzise Antwort auf die von Fräulein Maria gestellten Fragen, sondern eher um eine Darstellung der theologischen Erkenntnisse Falconissas. Die gestellten Fragen dienen ihm dabei als Stichworte einer originellen Darstellung seiner geistlichen Einsichten, für die er allerdings die Autorität eines „Seers dorch gades gade tho Vestrum“ beansprucht. Auch die anscheinend demütige Selbstbeschreibung im Eingangsteil der Schrift als „verachtete und geringe Person“, ungebildet und von einfacher Schreibart, „dat dar nycht gesettet ys na klockheyt des flesches edder werlts wyse“ zeugt ebenfalls von einem starken Selbstbewusstsein, verbindet sie ihn doch mit keinem Geringeren als dem Apostel Paulus, der sich auch nicht für weise und wissend hielt.
Fräulein Maria – so Falconissa in seiner ausführlichen Widmung – sei dem alttestamentlichen König Joschija (circa 647–609 vor Christus) zu vergleichen. Wie dieser in Israel so habe sie im Jeverland für die Einleitung von gottesdienstlichen Reformen gesorgt, für deren Fortsetzung und Vollendung Gott ihr die nötige Weisheit und Durchsetzungskraft schenken möchte. Er selbst vergleicht sich in diesem Zusammenhang mit dem Hohenpriester Hilkija, der in der Bundeslade die ursprünglichen Verordnungen Gottes wiedergefunden hatte (2 Kön 22,8–10 ) und sie dem König übersandte. Falconissas Schreibens an „ywer gnade unde yw beuelhebbers“ entstamme der (neuen) Bundeslade Gottes, nämlich dem Neuen Testament, und zeige, worin der von Christus eingesetzte Gottesdienst besteht. Dieser habe eine dreifache Natur; er sei (1) Gottesdienst durch Hingabe des eigenen Leibes (Röm 12,1f ), (2) Gottesdienst am Nächsten (Jak 1,27 ) und (3) Gottesdienst als immerwährendes Lobopfer für Gott (Heb 13,15f ). Gerade die letztgenannte Bibelstelle zeige, dass es beim Gottesdienst nicht um eine zeitlich begrenzte Veranstaltung gehe, sondern um ein „eyn ewych laueoffer“.